# برنارجیو
برنارجیو (به ایتالیایی: Bernareggio) یک کومونه در ایتالیا است که در استان مونتزا و بریانتزا واقع شده‌است.

## خصوصیات
برنارجیو ۵٫۹ کیلومترمربع مساحت و ۹٬۴۸۵ نفر جمعیت دارد.

## خواهرخوانده
شهرهای Wachtberg، La Villedieu-du-Clain و canton of La Villedieu-du-Clain خواهرخوانده‌های برنارجیو هستند.